# Вестхаймер, Фрэнк
Фрэнк Генри Вестхаймер (англ. Frank Henry Westheimer; 15 января 1912 — 14 апреля 2007) – американский химик. Внес большой вклад в развитие физической органической химии, применяя техники физической химии к химии органической и объединяя эти две области. Определил и исследовал основные классы химических реакций в живых системах. Рекомендовал использовать кинетический изотопный эффект для исследования переходных состояний реакции, исследовал, как химическая активность органических соединений зависит от молекулярного окружения, и доказал, что фотохимические процессы могут быть использованы для исследования структур сложных биологических систем.

## Биография
Фрэнк Вестхаймер родился в Балтиморе, штат Мэриленд, 15 января 1912 года. Его отец, как и несколько близких родственников, был успешным брокером.
Вестхаймер заинтересовался химией после того, как поступил в Дартмутский колледж, который окончил с отличием в 1932 году. В 1932 году Вестхаймер поступил в аспирантуру по направлению химия в Гарвардский университет, надеясь учиться у Джеймса Б. Конанта. Однако переход Конанта на пост президента Гарвардского университета оставил Вестхаймера без научного руководителя. Профессор Э. П. Колер тогда принял на себя обязанности руководства при получении им докторской степени. Вестхаймер закончил учебу в 1935 году, защитив свою первую самостоятельную работу. В 1935 и 1936 году Вестхаймер работал в Колумбийском университете в качестве научного сотрудника национального научного фонда, где он начал исследование химических реакций в области физической органической химии. В 1936 году Вестхаймер поступил на должность преподавателя Чикагского университета. После начала Второй мировой войны Фрэнк ушел из университета, чтобы работать руководителем в Национальной исследовательской лаборатории взрывчатых веществ. По окончании войны он возобновил выполнение своих обязанностей в Чикагском университете, где оставался до перехода в Гарвардский университет в качестве профессора в 1953 году; там он стал почетным профессором химии Гарвардского университета имени Морриса Леба.
Вестхаймер умер в 2007 году в возрасте 95 лет.

## Научные исследования

### Годы в Чикаго
Первые работы Вестхаймера в Чикаго привели к открытию того, что простые аминокислоты катализируют мутаротацию углеводов, а также и играют роль аминов в катализе ретроальдольных реакций. Это две из самых ранних моделей ферментов. Он также исследовал влияние окружения на скорость органических реакций, включая роль растворителей и, совместно с Дж. Г. Кирквудом, влияние зарядов в окружении переходных состояний. Хотя в то время эти исследования не получили признания, они в дальнейшем станут частью основ понимания того, как работают ферменты.
Он провел важные исследования реакций электрофильного замещения с ароматическими субстратами. Он также изучал окисление спиртов хромовой кислотой. Это исследование остается хрестоматийным примером того, как кинетический анализ и кинетические изотопные эффекты должны использоваться для обнаружения и понимания промежуточных продуктов и путей протекания сложных реакций.

### Годы в Гарварде
В Гарварде Вестхаймер исследовал широкий спектр биологических реакций, в том числе реакции декарбоксилирования, реакции расщепления пептидов и реакции с участием атомов фосфора в качестве электрофильных центров.
Для декарбоксилирования бета-кетокислот Вестхаймер изучал как металло-зависимый процесс, так и имино-зависимый процесс. Исследования металло-зависимых декарбоксилирующих ферментов были одними из первых примеров механизмов в бионеорганической химии и включали один из самых первых экспериментов по измерению кинетического изотопного эффекта “тяжелых атомов” в энзимологии, положив начало еще одному направлению работы в десятках лабораторий.
Вестхаймер был одним из первых, кто признал повышенную реактивность P (III) по сравнению с P (V), что в дальнейшем легло в основу автоматизированного твердофазного синтеза ДНК. Кроме того, Вестхаймер проанализировал различную реакционную способность моно-, ди- и триэфиров фосфатных электрофилов. Он выявил широкий спектр возможных структур переходных состояний и промежуточных продуктов, в том числе те, которые включают псевдовращение, описанное Стивеном Берри.

## Педагогическая деятельность
Учебный курс Вестхаймера учил студентов точности, необходимой для занятий физической органической химией. Он также стремился научить, как в науке формируются направления исследований, как совершаются открытия и, один из его любимых моментов - проходящая эфемерность “современности” в науке. 
Луи Физер начал в Гарварде, где преподавал лучший курс органической химии в Америке. Когда он вышел на пенсию, он преподавал худший курс органической химии в Америке. И это был тот же самый курс.Фрэнк Генри Вестхаймер
Студенты, которые обучались у Вестхаймера, в большинстве случаев были выдающимися. Среди них Дэниел Кошланд, который стал профессором в Беркли и редактором журнала Science, Роберт Абелес, который сделал блестящую карьеру в области ферментных механизмов, и Уильям Дженкс, который рассматривал широкий спектр вопросов ферментативного катализа. Ирвинг Сигал, который работал с Вестхаймером в области фосфорной химии в качестве аспиранта, отправился в Центр научных исследований в Дюпоне, чтобы стать первым человеком, который использовал технологию синтетической ДНК и рекомбинантной ДНК для изучения механизма действия ферментов.

## Общественная и политическая деятельность
Вестхаймер выступал в качестве научного советника президента Линдона Джонсона. В 1966 году он возглавил комитет Национальной академии наук США, который определил курс действий по государственной поддержке химических наук. Рекомендации, содержащиеся в его докладе, в том числе уделяющие особое внимание химической научной аппаратуре, были исполнены и до сих пор считаются всеобъемлющими, оптимальными и прогрессивными. 

## Почести и награды
Фрэнк Вестхаймер был удостоен множества наград и почетных степеней, включая Национальную научную медаль США, Премию Национальной Академии США в области химических наук, Премию Фонда Роберта А. Уэлча в области химии и множество наград Американского химического общества. 

## Память
В 2002 году Гарвардский университет учредил в его честь медаль Фрэнка Г. Вестхаймера за выдающиеся научные достижения. На сегодняшний день вручено уже более десяти медалей.

## Семья
Через год после вступления в должность преподавателя Чикагского университета в 1936 году Вестхаймер женился на Жанне Фридман. Жанна скончалась в 2001 году, ее пережили Фрэнк и их две дочери, Рут и Эллен.

## Личные качества
Вестхаймер вызывал всеобщее восхищение и уважение во всем мире как ученый и как личность. Качествами, которые характеризовали его на протяжении всей жизни, были мощный интеллект, высокие морально-нравственные качества, необычайная смелость, исключительная целеустремленность в научных открытиях и глубокая забота о стране и человечестве.